# Ricky Ullman
Raviv Ullman, más conocido como Ricky Ullman (Eilat, 24 de enero de 1986), es un actor y músico estadounidense de origen israelí. Es conocido por ser el protagonista de la serie de televisión de Disney Channel Phil del Futuro.

## Biografía
Nació con el nombre de Raviv Ullman en Eilat, Israel. Sus padres son Brian Ullman y Laura Ehrenkrantz; su abuelo materno, Joseph Ehrenkrantz, es rabino en Stamford. Su familia está emparentada con el senador Joe Lieberman. Después de que Ricky naciera, su familia se trasladó a Fairfield (Connecticut, Estados Unidos). Tiene dos hermanos menores, Tali es su hermana y Nadav es su hermano. De adolescente, se interesó por la actuación después de ver una producción musical montada por una campaña activa de niños en una biblioteca pública cerca de su casa de Fairfield (Connecticut). El verano siguiente participó en el campamento y perfeccionó su actuación, su canto y otras habilidades.

## Carrera
El primer papel que obtuvo fue el de Louis en la compañía nacional de "El rey y yo". Ullman desempeñó papeles musicales y dramáticos en varias producciones regionales de teatro. Entre ellas estuvo "Peter Pan" en el Polka Dot Playhouse, "El hombre de la música" con la New England Repertory Company y "Gente justa" con la compañía Long Wharf Theatre.  
Fue nominado a mejor actor en el "Connecticut Critics Awards" por su papel de Stanley en "A Rosen by Any Other Name" de los trabajos del teatro de Stamford. 
Su filmografía incluye "En busca del corazón de David" en el cual hizo el papel de Sam, y una película original de Disney "Pixelada Perfecta" como Roscoe. Ricky obtuvo el rol de Phil Diffy en la serie de Disney Channel "Phil del Futuro" que debutó en junio de 2004. 
Ricky Ullman también es miembro del "Disney Channel Circle Of Stars" o "Círculo de Estrellas de Disney Channel" y apareció junto a otros actores en el vídeo musical "A Dream Is A Wish Your Heart Makes", donde cantaba y tocaba la batería. Ha participado en la serie "House M. D." en la 3.ª temporada. Además, Ricky tiene un grupo llamado Webee Boys.

## Filmografía
- How to Make Love to a Woman (2010) - Scott Conners
- Visiones del más allá (2008)
- Rattler - Will
- Prom Wars
- Normal Adolescent Behavior (2007) (posproducción)
- The Violin (2007)
- Driftwood (2006)
- Dr. House (2006) - Jeremy
- Phil del Futuro (2004 - 2006)
- Pixelada Perfecta (2004) - Roscoe